# Viničky
Viničky (em húngaro: Szőlőske) é um município da Eslováquia, situado no distrito de Trebišov, na região de Košice. Tem 8,84 km² de área e sua população em 2018 foi estimada em 490 habitantes.

## Demografia
| Ano:        | 1994 | 2004   | 2014   | 2024    |
| ----------- | ---- | ------ | ------ | ------- |
| Broj ljudi: | 499  | 518    | 499    | 449     |
| Razlika:    |      | +3,80% | -3,66% | -10,02% |

| Ano:               | 2023 | 2024   |
| ------------------ | ---- | ------ |
| Número de pessoas: | 453  | 449    |
| Diferença:         |      | -0,88% |